# Bradeško
Bradeško je priimek v Sloveniji, ki ga je po podatkih Statističnega urada Republike Slovenije na dan 1. januarja 2010 uporabljalo 238 oseb in je med vsemi priimki po pogostosti uporabe uvrščen na 1.741. mesto.

## Znani nosilci priimka
- Boštjan Bradeško (*1978), atlet
- Tatjana Bradeško, prof. zgodovine ?